# Эногела, Дэвид
Дэвид Эногела (англ. Enogela David; 4 февраля 1998, Лагос, Нигерия) — нигерийский футболист, полузащитник.

## Биография
До 2016 года тренировался в академии «Янг Старз» (Абуджа). После чемпионата мира в Чили полузащитник был на просмотре в бельгийском «Брюгге», а также в украинских коллективах «Судостроитель» (Николаев) и «Мариуполь». В сентябре 2018 подписал контракт с ФК «Олимпик» (Донецк). Контракт был подписан до 30 июня 2022 года, однако в июле следующего года сотрудничество с игроком было прекращено. За первую команду он так и не сыграл, хотя в сезоне — 2018/19 дважды попадал в заявку на игру, также провел несколько поединков за молодежную команду. Есть информация, что футболист перенес операцию на крестообразной связке. После восстановления был на просмотре в «Полесье» (Житомир) и «Эпицентр» (Дунаевцы), а также играл за любительскую команду Житомирской области ФК «Радовель». В марте 2021 подписал контракт с черновицким футбольным клубом «Буковина», за который выступал до летнего межсезонья и провел все календарные матчи весенней части. После чего побывал на просмотре в клубе УПЛ «Металлист 1925» (Харьков).

### Международная карьера
Осенью 2015 года Дэвид в составе сборной Нигерии стал победителем юношеского чемпионата мира в Чили. На турнире под руководством Эммануэля Амунеке он сыграл во всех возможных матчах, а именно против команд США, Чили, Хорватии, Австралии, Бразилии, Мексики и Мали.

## Достижения
Международные
 Нигерия (до 17)
- Юношеский чемпионат мира — 2015